# Хронологія ромської історії
Роми здавна були частиною колективної міфології Західної цивілізації, де їх зображували (і дуже часто досі залишаються) чужинцями, прибульцями та загрозою. Протягом століть вони були поневолені у Східній Європі та гнані в Західній Європі: Пораймос, спроба Гітлера здійснити геноцид, була однією з жорстоких ланок у ланцюзі переслідувань, що охоплювало країни, які загалом вважаються більш толерантними до меншин, такі як Велика Британія. Навіть сьогодні, коли спостерігається сплеск ромської самоідентифікації та гордості, деякі демократичні держави обговорюють та ухвалюють обмежувальні заходи для ромського народу.
Загальноприйнято вважати, що роми, оскільки вони не мали писемності до недавнього часу, мають походження, затьмарене якимсь міфічним минулим. Хоча є багато запитань без відповідей, про ромів відомо набагато більше, ніж передбачається. Більшою проблемою у спробі вичерпної історії ромів є їхнє поширення не лише в Європі, але й на Близькому Сході та в Америці. У кожному регіоні ромська історія відрізнялася залежно від настроїв місцевого населення. Наприклад, незважаючи на те, що рабство та кріпацтво є ключовими темами в історії ромів у Східній Європі, інші форми переслідування, включаючи ранні форми геноциду, переважають у Європі Західній.
Не часто розглядають те, як наслідки цього руйнують традиційні міфи про ромів. Наприклад, роми вважаються кочовими, що в основному було правдою в Західній Європі; однак той факт, що вони були рабами та кріпаками на Балканах принаймні з XV століття (і до кінця ХІХ століття), означає, що вони були осілими. Між 1933 і 1945 роками роми і сінті дуже постраждали як жертви нацистських переслідувань і геноциду. Ґрунтуючись на давніх упередженнях, нацистський режим розглядав ромів і як «асоціальних» (поза «нормальним» суспільством), і як расових «неповноцінних», які вважалися загрозою біологічній чистоті та силі «вищої арійської» раси.

## Хронологія
40-70: індійські торговці оселилися в римській провінції Єгипту.
420-438: Бахрам V перевіз індійських музикантів з Індії до Персії.
740: роми оселилися у Фрігії.
800-803: роми з'явилися в Адріанополісі, Фракія.
1050-1054: Роми оселилися в Сулукуле.
1100: Роми зафіксовані у Візантійській імперії.
1300-1400: Роми оселилися в Сербії; в той же час вони досягли Валахії, де їх сприймають як чужинців і невільників.
1407: зареєстровано проживання ромів у Німеччині; протягом десяти років їх виганяють.
1418: Роми зафіксовані у Франції.
1422: Роми зафіксовані в Римі.
1425 Роми зафіксовані в Іспанії.
1471: у Люцерні, Швейцарія, прийнято антиромські закони.
1482: у Бранденбурзі, Німеччина, прийнято антиромські закони.
1492: Іспанія приймає антиромські закони та піддає ромів переслідуванням інквізиції як єретиків.
1498: Почалося поселення ромів до Америки, коли четверо ромів супроводжували Христофора Колумба під час його третьої подорожі як раби.
1502: Людовик XII виганяє ромів із Франції.
1512: ромська мова записана у Швеції.
1526: Генріх VIII виганяє ромів з Англії. Ромів, спійманих при в'їзді до Англії, каратимуть смертю.
1530: в Англії прийнято Закон про єгиптян 1530 року.
1530: Роми-мусульмани отримали власний санджак у Румелії Османської імперії.
1536: у Данії прийнято антиромські закони.
1538: Португалія висилає ромів до Бразилії.
1540: у Фландрії прийнято антиромські закони.
1541: У Шотландії ухвалено антиромські закони.
1549: У Богемії прийнято антиромські закони.
1557: у Польщі та Литві прийнято антиромські закони.
1560: у Швеції лютеранська церква забороняє будь-яким священикам хрестити, вінчати або ховати ромів.
1563: Тридентський собор відмовив ромам у прийнятті до священства.
1571: Швеція: Акт 1560 року скасовано, і церкві дозволено хрестити, вінчати та ховати ромів.
1578: король Швеції намагається вигнати ромів, погрожуючи їм примусовою працею на срібній копальні Сала.
1589: Данія виносить смертний вирок будь-якому рому, спійманому в країні.
1595: Стефан Разван, син ромського іммігранта з Османської імперії, протягом чотирьох місяців правив Молдовою.
1619: король Іспанії Філіп III наказує всім ромам осісти та відмовитися від традиційного способу життя та культури. За невиконання цього передбачена смертна кара.
1637: у Швеції прийнято антиромські закони: усіх дорослих чоловіків-ромів засуджують до смертної кари, а жінок і дітей висилають.
1740-1789: у Габсбурзькій монархії під керівництвом Марії Терезії (1740—1780) низка указів намагалася змусити ромів осісти, позбавила їх права власності на коней і возів (1754), перейменувала їх на «нових громадян» і примушувала ромських хлопчиків до військової служби, якщо вони не займалися ремеслом (1761 р.), примушували їх реєструватися в місцевих органах влади (1767 р.) і забороняли шлюб між ромами (1773 р.). Її наступник Йосип II заборонив носіння традиційного ромського одягу та використання ромської мови, за що каралося покаранням батогами.
1748: ромам офіційно дозволено проживати та жити у Швеції.
1936-1945: Нацисти починають систематичне переслідування ромів, яке завершилося вбивством від 500 000 до 1 500 000 ромів у тому, що називається Пораймос, ромський Голокост.
1967: створено Міжнародний циганський комітет.
2006: Університет Манчестера завершує свій «Ромський проєкт», перше морфологічне дослідження, яке має на меті зібрати всі діалекти ромської мови по всій Європі та мати справу з їх зв'язністю.
2006: В Угорщині засновано першу повністю ромську партію під назвою «MCF Roma összefogás» (Союз ромів MCF), хоча вони отримали лише 0,08 % від загальної кількості голосів на парламентських виборах, що відбулися 9 квітня 2006 року.
2010: У липні 2010 року президент Франції Ніколя Саркозі розпочав систематичну кампанію депортації ромів. Його цілями були румунські та болгарські роми. Критики адміністрації Саркозі вважають депортації тактикою відволікання, щоб зменшити увагу до загроз французьким соціальним виплатам. Комітет ООН з ліквідації расової дискримінації висловив стурбованість тим, що депортації є свідченням зростання расизму та ксенофобії у Франції.
2011: 1 вересня 2011 року в Белграді було засновано Ромську академію мистецтв і наук для сприяння, організації та поширення досліджень ромської культури, мови та історії. Академія налічує 21 постійного члена, серед яких відомі ромські науковці та громадські діячі з 11 країн Європи, Індії та США. Є 13 почесних членів, серед яких колишній президент Чехії Вацлав Гавел. Співзасновником академії був Райко Джуріч, сербський ромський письменник і вчений, який також є її першим президентом, і отримала першу підтримку від німецького Фонду Генріха Бьолля.
2012: 24 жовтня 2012 року, після багатьох років затримок і суперечок щодо вартості та дизайну, Ангела Меркель відкриває Меморіал сінті та ромам, які стали жертвами націонал-соціалізму, у Берліні.
2016: 12 лютого 2016 року міністр закордонних справ Індії Сушма Сварадж визнала всіх ромів нащадками Індії. Вона називала їх прапороносцями індійського духу та культури. Невдовзі громада буде визнана рівною з рештою індійської діаспори.

## Подальше читання
- Donald Kenrick (2007). Chronology of Gypsy History. Historical Dictionary of the Gypsies (Romanies). Scarecrow Press. ISBN 978-0-8108-6440-5.